# Pennington (New Jersey)
Pour les articles homonymes, voir Pennington.
Pennington est une municipalité américaine située dans le comté de Mercer au New Jersey.
Lors du recensement de 2010, sa population est de 2 585 habitants. La municipalité s'étend sur 0,96 milles carrés (2,49 km2).
Le borough est créé le 31 janvier 1890 à partir d'une partie du township de Hopewell. Son nom serait une déformation de Pennytown.